# Australian Workers’ Union
Die Australian Workers’ Union (AWU) (deutsch: Australische Arbeiter-Gewerkschaft) ist eine der ältesten und größten Gewerkschaften Australiens und sie hat große Bedeutung und Einfluss in der australischen Gewerkschaftsbewegung und auf die Politik der Australian Labor Party (ALP). Sie wird in Australien politisch dem rechten Flügel der ALP zugeordnet.

## Organisationsaufbau
Die AWU nennt im Jahr 2011 eine Mitgliederanzahl von 135.000 und unterhält 45 Niederlassungen mit 200 Beschäftigten.
Ihre Organisationsstruktur ist auf die nationalen, regionalen und Industriebereiche ausgerichtet. Jedes Mitglied ist in einer regionalen und auf die jeweilige Industrie bezogenen Gewerkschaft organisiert. Alle vier Jahre wählen die AWU-Mitglieder ihre Repräsentanten auf regionaler und nationaler Ebene, den nationalen Sekretär, Assistenzsekretär und Präsidenten. Die Mitglieder wählen aber auch Vorstandsdirektoren auf nationaler und regionaler Gewerkschaft. Der Hauptsitz der AWU befindet sich in Sydney.
Die AWU hat Mitglieder und Einfluss in der ALP, ist Mitglied der Australian Council of Trade Unions (ACTU), der International Metalworkers Federation, der International Union of Foodworkers und der International Transport Workers Federation. Der gewählte Präsident ist derzeit (2011) Bill Ludwig und Nationalsekretär ist Paul Howes.
Die AWU publizierte ursprünglich Zeitschriften: The Australian Worker in New South Wales und den The Worker ab 1890 in Brisbane. 1974 wurden die beiden Zeitschriften zu einer Zeitschrift The Australian Worker zusammengeführt.

## Geschichte

### 1886 bis 1900
William Guthrie Spence und David Temple gründeten 1884 die Australasian Shearers Union (ASU) am 16. Juni 1886 in Ballarat. 1887 schlossen sich mehrere Gewerkschaften in der Amalgamated Shearers Union of Australia zusammen (ASUA) – die 1889 die größte Gewerkschaft in Queensland bildete, die sich in den Jahren zu 1888 bis 1890 auch in New South Wales, Victoria und South Australia ausbreitete. 1890 beschloss eine ASU-Konferenz, dass ihre Mitglieder nicht mit unorganisierten Schafscherern zusammenarbeiten werden und führte den vier Monate dauernden Schafschererstreik in 1891 an. 1890 verband sich die ASU mit den Trades Halls in New South Wales und Victoria. Die ASU-Queensland schloss sich 1890 aus Solidarität dem Streik Australian Labour Federation im Maritime-Streik von August bis November an. Im Februar 1891 fusionierten die Queensland Shearers Union und die Queensland Workers Union und aus diesem Verbund entstand 1894 die Australian Workers' Union (AWU).
Nachdem die ersten australischen Schafscherer-Streiks, wie auch der Broken-Hill-Streik in 1892 erfolglos blieben, radikalisierte sich die australische Arbeiterbewegung und als es zu einer starken Lohnabsenkung der Schafscherer im Jahr 1894 kam, entstand eine der härtesten Streikauseinandersetzungen in der Geschichte Australiens im Second Shearer’s Strike (1894). Die ersten Streiks der frühen australischen Arbeiterbewegung, die von wirtschaftlichen Forderungen getragen waren und erfolglos blieben, führten zur Politisierung der Arbeiter und so gründeten aktive Gewerkschafter 1891 die Australian Labor Party, auf die die AWU Einfluss hatte.
In der ersten großen Wirtschaftskrise Australiens von 1895 fiel die Anzahl der Mitglieder der AWU von 17.000 auf 7.000 ab. Als sich der Trend fortsetzte, schloss die AWU ihre Niederlassungen in Queensland und verlegte ihre Hauptniederlassung nach Sydney. 1899 konnte die AWU als erste Gewerkschaft Australien ihre Vorstellungen auf einer Political Labor League Conferences vorstellen und wurde aufgefordert, Gewerkschaft in New South Wales aufzubauen.

### 1901 bis 1945
1901 entstand der Commonwealth of Australia aus den britischen Kolonien Australiens, der heutige Bundesstaat. Mit dem Commonwealth wurde eine Schlichtungskammer eingeführt, die bei kollektiven arbeitsrechtlichen Auseinandersetzungen konsultiert werden muss. Die AWU nahm diese Schlichtungs-Institution häufig in Anspruch und erhielt dafür einen Preis von der Schlichtungskammer, der Commonwealth Arbitration Court. Da die AWU bei Konflikten vornehmlich, die Schlichtungskammer anrief, trat die AWU lange Jahre dem Australian Council of Trade Unions nicht bei.
1902 kam es zu einem Schafschererstreik unter Führung der Machine Shearers Union (MSU). Im Verlauf dieses Streiks stieg die Mitgliedschaft der AWU auf 14.000 an und 1904 fusionierte die AWU mit der MSU zur AWU-Queensland und erhöhte ihre Mitgliederzahl auf 30.000.
In den Jahren 1916–1917 war die AWU an Kampagnen gegen die Einführung der Wehrpflicht in Australien beteiligt. Damals war Billy Hughes Premierminister von Australien, ein rechtskonservatives Mitglied der Australian Labor Party (ALP). Große Teile der ALP waren gegen die Wehrpflicht, Hughes trat aufgrund dieses Konflikts aus der ALP aus und in die Nationalist Party of Australia ein und blieb dadurch an der Regierung. 1917 erfolgte ein Streik unter Beteiligung der AWU gegen die Einführung der Wehrpflicht in New South Wales.
1917 stieg die Mitgliederzahl der AWU durch die Fusion mit der Federated Mining Employees' Association of Australia’’ (FMEA), eine Bergarbeiter-Gewerkschaft, auf 86.000 Mitglieder an. Die Jahre von 1917 bis 1923 wurden durch die Auseinandersetzung um die Gründung einer Dachorganisation aller Gewerkschaften bestimmt, die nach den Erfahrungen des Ersten Weltkriegs gegründet werden sollte. Dies gelang nicht, stattdessen formierte sich 1927 das Council of Trade Unions.
In der Zeit der Großen Depression in den 1930er Jahren war die AWU die größte Gewerkschaft in Queensland mit 53.000 Mitgliedern. Die ALP kam 1929 zwar an die Macht, spaltete sich nach einer Kontroverse über die Überwindung der Wirtschaftskrise und die konservative Nationalist Party of Australia kam an die Regierung. Während der Großen Depression war die AWU die größte Gewerkschaft in Queensland mit 53.000 Mitgliedern.
Während des Zweiten Weltkriegs 1942 wandte sich die AWU gegen die Einführung der Wehrpflicht und war gegen die von der ALP geführte Regierung von Premierminister John Curtin in einen Dissens, denn dieser war ursprünglich ein entschiedener Gegner der Wehrpflicht in Australien, der im Verlauf des Zweiten Weltkriegs seine Auffassung änderte. Daraufhin wurden auch australische Wehrpflichtige in den Krieg ins Ausland geschickt, allerdings beschränkt auf einen Einsatz im pazifischen Raum.

### 1949 bis 2011
In den Nachkriegsjahren wurde die australische Arbeiterbewegung durch sozialistische Vorstellungen inspiriert. 1949 begann der Australische Kohleminen-Streik für die 35-Stunden-Woche, für 30 Shilling mehr Lohn und für eine gesicherte Altersversorgung, hinter dem ALP-Premierminister Ben Chifley die Communist Party of Australia vermutete, die unter den Streikenden und in der australischen Arbeiterbewegung starken Einfluss hatte. Er befürchtete den Machtverlust der ALP, setzte daraufhin Militär ein, um den Streik zu brechen und ließ einige der Anführer inhaftieren. Dieses harte Vorgehen gegen streikende Arbeiter und das Klima des Kalten Krieges, das Robert Menzies von der konservativen Liberal Party of Australia ausnutzte, führte dazu, dass die ALP die Wahl 1949 daraufhin verlor.
Als das Projekt des Baus der Snowy-Mountains-Staudammanlage 1949 begann, widmete sich die AWU der Aufgabe, die zahlreichen ausländischen Arbeiter, die nach Australien kamen, gewerkschaftlich zu organisieren.
Im Jahre 1954 spaltete sich der rechte Flügel der ALP ab, bildet zuerst die Democratic Labor Party (Anti-Communist), welche später in Democratic Labor Party umbenannt wurde und in 1960er und 1970er Jahren gewisse Bedeutung hatte, indem sie die ALP in zahlreichen Fällen daran hinderte, eine Regierung auf Regional- bzw. Bundesebene zu bilden.
Die Schafscherer nahmen 1956 nicht hin, dass ihr Lohn um etwa 50 % gesenkt wird, die der Industrial Court of Queensland wegen sinkender Wollepreise während des Koreakriegs festgelegt hatte. Die AWU rief daraufhin zum Streik auf. Anschließend kam es Auseinandersetzungen mit denjenigen, die zu niederen Preisen arbeiteten. Nach 10 Monaten – teilweise gewaltsamen Auseinandersetzungen zwischen Gewerkschaftern und Nichtorganisierten – kam es zu einer Übereinkunft von AWU und Trades & Labour Council of Queensland, dass keine nicht gewerkschaftlich organisierten Arbeiter angestellt wurden.
1964 fand der Mount-Isa-Mines-Streik statt. Es war eine Auseinandersetzung zwischen dem Management der Mount Isa Mines in Mount Isa mit der AWU um die Rücknahme eines vereinbarten Bonus für Minenarbeiter. Der Streik begann im August 1964 und dauerte bis zum Januar 1965. Zur Streikbeendigung rief Premierminister Frank Nicklin rief daraufhin den Notstand am 27. Januar 1965 aus, dabei drang die Polizei in Arbeiterwohnungen ein, konfiszierte Streikmaterial und erzwang die Rückkehr der Minenarbeiter.
1966 wurde die AWU Mitglied in der Australian Council of Trade Unions und 1974 fand die Fusion von Brisbane Worker, Australian Worker, New South Wales AWU und Shop Assistants Union statt. 1977 gelang die Fusion von der Building Workers Industrial Union of Australia (BWIU) und der AWU in New South Wales, wie auch mit der AWU-SAU allerdings nicht.
Durch unterschiedliche Auffassungen zum Einsatz von elektrisch angetriebenen Scheren kam es von 1979 bis 1983 kam es zu einer langanhaltenden Auseinandersetzung von AWU und Schafzüchtern, die von Rationalisierungsüberlegungen der Schafzüchter getrieben waren.
1986 kam es zu einer Auseinandersetzung mit einer Tochter der Rio Tinto Group, die einen Nichtgewerkschafter anstellte, der als Robe River dispute bekannt wurde.
1993 AWU fusionierte mit der Federation of Industrial, Manufacturing and Engineering Employees (FIMEE), woraufhin die neue Gewerkschaftsorganisation 160.000 Mitglieder zählte. Der Name der neuen Gewerkschaft lautete zunächst The AWU-FIMEE, der 1995 in The Australian Workers’ Union umbenannt wurde.
1994 kam es zwischen der National Farmers' Federation (NFF) und der AWU zu einem „peace deal“ (deutsch: „friedliche Abschluss“).
1997 gab die BHP Steel bekannt, dass es das Stahlwerk Newcastle Steelworks in Newcastle 1999 schließen werde, wo sich die AWU für die Rechte der dortigen Arbeiter und Familien einsetzte. 2001 ging die Ansett Australia mit 15.000 Arbeitern in Konkurs, von denen zahlreiche Arbeiter in der AWU organisiert waren. Daraufhin setzte sie sich mit anderen Gewerkschaften des Stahlwerks in einer langen Auseinandersetzung für die Arbeiter ein.
2005 kam es zum Boeing Williamtown Dispute in der Williamtown RAAF base in Williamtown in New South Wales zwischen AWU in einer Grundsatzfrage zum kollektiven Arbeitsrecht, das 25 Ingenieuren verweigert wurde und die Unternehmensleitung individuelle Arbeitsverträge mit unterschiedlichen Inhalten schließen wollte.
2006 verabschiedete die konservative Regierung von John Howard eine neue Gesetzgebung, die so genannten WorkChoices, die das kollektive Arbeitsrecht durch individuelle arbeitsrechtliche Regelungen stark veränderte. 2008 schaffte die neue ALP-Regierung unter Kevin Rudd die Gesetze der Howardregierung und ersetzte sie 2009 durch ein kollektives Arbeitsrecht.
In den Jahren ab 2009 setzte sich die AWU, wie auch die anderen australischen Gewerkschaften für eine Regelung zum Mutterschutz von 18 Wochen Dauer ein, die nach einer 30-jährigen Kampagne durchgesetzt wurde. 2011 begann die Kampagne der australischen Gewerkschaften zur Absicherung einer Elternerziehungszeit.
Im Februar 2011 erklärte die AWU auf ihrer alle zwei Jahre stattfindenden Nationalkonferenz, dass sie sich für die Aufhebung des gesetzlichen Verbots von Uranabbau in Australien in den Bundesstaaten Victoria, New South Wales und Queensland einsetzen wird. 2005 hatte sie sich bereits für den Bau der Four-Mile-Uran-Mine ausgesprochen.